# Langelandsfestival 2010
Langelandsfestival 2010 var en festival, der fandt sted på Rue Mark ved Rudkøbing på Langeland fra lørdag 24. juli 2010 til lørdag 31.juli 2010. Selve hovedfestivalen fandt sted fra onsdag 28. juli til lørdag 31. juli.

## Særligt dette år
Det var 20. gang der blev holdt Langelandsfestival, og jubilæet blev bl.a. fejret med Ib Glindemanns Orkester.
Konferencier på store scene var Bubber.

## Artister (alfabetisk)
- Anne Dorte Michelsen
- Big Fat Snake
- The Blues Brothers Souvenir show
- Celina Ree
- Clemens
- Dalton
- Danser Med Drenge
- De Glade Sømænd
- Den Danske Mafia
- Die Herren
- Dizzy Mizz Lizzy
- Erann DD
- Hardinger/Thorup
- Ib Glindemanns Orkester
- Infernal
- Joey Moe og Burhan G
- Johnny Deluxe
- Johnny Reimar
- Johnson
- Jokeren
- Lis Sørensen
- MariaMatildeBand
- Medina
- MGP 2010
- Michael Falch og the Boat Man Love
- Michael Jackson Tribute
- Nik & Jay
- Nikolaj og Piloterne
- Papkasseshow
- Peter og de andre kopier
- Poul Krebs
- Rasmus Nøhr
- Rasmus Seebach
- Roben & Knud
- Rugsted/Kreutzfeldt
- Sanne Salomonsen
- Shu-Bi-Dua
- Sko/Torp
- The Storm
- Sukkerchok
- Sweethearts
- Thomas Holm
- Ufo Yepha
- X Factor-show
- Zididada